# Tratado de Centurio
Tratado de Centurio, fragmento intercalado en La Celestina de Fernando de Rojas que transforma la comedia en 'tragicomedia'.

## Introducción y función
En la edición de la Tragicomedia de Calisto y Melibea (Valencia, 1514) o La Celestina, de Fernando de Rojas, se denomina Tratado de Centurio a los cinco actos intercalados entre el XIII y el XIX, en que se modifica el acto XIV para aplazar la muerte de Calisto al día siguiente. En esta parte de la nueva edición de la Tragicomedia, se matiza la personalidad de Tristán y Sosia, tan sólo esbozada en el acto XIII; se introduce un nuevo personaje (Centurio) que domina la intriga de la venganza que se inicia por parte de Areúsa y Elicia, y los padres de Melibea proponen su matrimonio, aunque no llegue a interceder en momentos posteriores. Constituye un añadido sin movimiento del desenlace y que, eliminado, no altera el argumento general de la obra. Su principal función es la de moldear las etopeyas de los personajes principales y alargar (exactamente una noche más) la tragedia acreciente. Es, según los especialistas, sólo una extensa aposición explicativa por parte de su autor.

## Acto XIV
El acto XIV de la Comedia firma la muerte de Calisto en su segundo encuentro con Melibea; Rojas, en la Tragicomedia, insiste en el amor cortés, ya anticipado en escenas anteriores, y elimina completamente el acto de Burgos, Zaragoza y Salamanca. La acción se desarrolla entonces en dos diálogos paralelos: la conversación entre los enamorados y las réplicas en voz baja de los sirvientes. A la vuelta a casa, Calisto ofrece un largo monólogo en el que se lamenta de la muerte de Sempronio y Pármeno y de su corta estancia con Melibea. Finaliza con una reflexión sobre la naturaleza y la marcha inexorable del tiempo.

## Acto XV
Areúsa y Elicia conciertan la venganza de la muerte de Sempronio y Pármeno contra los enamorados. Inspiradas en una fugaz visita de Centurio, deciden hacerle partícipe de sus planes e intentan saber la hora y lugar de la próxima visita de Calisto a Melibea, aunque Elicia se intenta desentender y, en lugar de matar a los protagonistas, propone sólo separarlos.

## Acto XVI
El acto decimosexto revela las personalidades de Pleberio y Alisa, padres de Melibea, al planificar su matrimonio. Lucrecia, asustada, avisa a ésta, que la tranquiliza arguyendo que llevan haciéndolo desde hace meses, aunque la incita a romper la conversación por miedo a que consumen su deseo. Es, por tanto, un acto con estructura propia (introducción, nudo y desenlace) y totalmente prescindible, que no tiene relevancia en la fluidez de la obra.

## Acto XVII
Areúsa, siguiendo su macabro plan para matar a los enamorados, atrae a Sosia con falsas promesas y alabos y le sonsaca el lugar y la hora del próximo encuentro de Calisto y Melibea.Para que la civilización se desprenda de sí misma

## Acto XVIII
Areúsa, aunque enemistada por el anterior encuentro con Centurio, acaba por reconciliarse con él y, junto con Elicia, concuerdan la ejecución de la venganza. Una vez solo, Centurio revela su personalidad como rufián mentiroso, que no va a obedecer las órdenes de las sirvientas, dejando la encomienda a Traso, que tan sólo deberá asustar el encuentro de los protagonistas.

## Acto XIX
Rojas sustituye con este acto el decimocuarto de la Comedia de dieciséis actos, en que se produce la muerte de Calisto por la caída de la escalera, una vez despedido de Melibea. Este trágico final es el original de la Tragicomedia, no modificado y, por tanto, no incluido en el Tratado de Centurio. La función de Traso tan sólo es la de molestar a los sirvientes que vigilan la escena; su personaje, ausente en toda la obra, aparece en la edición de Toledo de 1526 con un nuevo acto interpolado, el Acto de Traso, suprimido en las ediciones modernas.
- Datos: Q6151931